# Музей художественных ремёсел (Берлин)
Музей художественных ремёсел (нем. Kunstgewerbemuseum) — музей истории художественных ремёсел, декоративно-прикладного искусства и дизайна, один из старейших музеев такого рода в Германии. Входит в состав Государственных музеев Берлина. Музей был основан в 1867 году, несколько раз менял своё местоположение и название, а его выставочная площадь постоянно расширялась. В 1985 году в Культурфоруме возле Потсдамской площади (район Берлин-Митте) было открыто новое выставочное здание. В 1990 году был создан филиал музея во дворце Кёпеник в юго-восточной части города. В 2019 году Музей художественных ремёсел в Берлине посетили около 51 000 человек.

## История
Музей был создан для хранения экспонатов после Всемирной парижской выставки 1867 года как «Deutsches Gewerbe-Museum zu Berlin». Его главная миссия заключалась в просвещении широкой публики и содействии в обучении художников, ремесленников и промышленных дизайнеров. Ассоциированный учебный институт «Kunstgewerbemuseum Berlin» был основан в 1868 году по инициативе «Ассоциации Германского промышленного музея в Берлине» (Verein Deutsches Gewerbemuseum zu Berlin). До 1921 года музей и школа оставались в разных местах. С покупкой коллекции серебряных изделий Люнебургской Ратуши (Lüneburger Ratssilbers) в 1874 году и приобретением в 1875 году около 7000 экспонатов из Бранденбургско-прусской Кунсткамеры музей стал одним из самых важных в своём роде в Европе. В 1879 году он был переименован в «Kunstgewerbemuseum».
В 1881 году произошел переезд в новое здание: Мартин-Гропиус-Бау, выставочный центр в берлинском районе Кройцберг, со специальными коллекциями ювелирного искусства, керамики, стекла и текстиля, а также хронологическим обзором истории оформления жилого интерьера от позднего средневековья до наших дней. Здесь же временно хранились сокровища «Клада Приама» (Schatz des Priamos) — около 8000 предметов, обнаруженных Генрихом Шлиманом во время его раскопок античной Трои. В 1921 году музей переехал в один из корпусов Королевского дворца, освободившегося после падения кайзера, и вместе с предметами семьи Гогенцоллернов образовал Берлинский дворец-музей.
Во время Второй мировой войны помещения музея и часть экспозиций были уничтожены. Сохранившиеся экспонаты, оказавшиеся в Западном Берлине, были переведены во дворец Шарлоттенбург, а затем, в 1985 году, в новое здание Культурфорума.
В 1963 году восточноберлинские части коллекции получили новые выставочные залы в замке Кёпеник. После политического воссоединения Германии в 1990 году замок Кёпеник стал филиалом и вторым выставочным пространством Берлинского Музея художественных ремёсел. Архитектурное бюро «Kühn Malvezzi» в 2014 году перепроектировало и отремонтировало здание Культурфорума.

## Экспозиция
Музей собирает европейские изделия ручной работы всех постантичных эпох в истории искусства, в том числе изделия из золота и серебра, сосуды из стекла, эмали и фарфора, мебель, а также гобелены, костюмы и шёлковые ткани. В здании музея на Культурфоруме экспозиционная площадь около семи тысяч квадратных метров раскрывает историческое развитие ремёсел от Средневековья до наших дней. Среди прочего, в экспозиции представлены литургические предметы церквей того времени, такие как каролингский реликварий (так называемая Энгерерская бурса), а также процессионный и реликварный крест, щедро украшенный камеей, — произведение конца XI века из сокровищницы Дионисия коллегиальной церкви св. Дионисия в Энгере, а также более сорока произведений из сокровищницы гвельфов. Репрезентативное серебро советников города Люнебург представляет эпоху Возрождения.
На верхнем этаже можно увидеть ренессансные и барочные сокровища: венецианское стекло, делфтский фаянс и богемские хрустальные кубки. Кроме того, представлен европейский фарфор, особенно из Майсена и Королевской прусской фарфоровой мануфактуры, декоративные и столовые приборы от рококо и классицизма до периодов историзма и модерна.
Второй музей в замке Кёпеник представляет историю декоративно-прикладного искусства XVI—XVIII веков на постоянной выставке под названием «Искусство эпохи Возрождения, барокко и рококо». Многие изделия поступали в музей из средневековых церквей и монастырей или же домов европейской аристократии. На нижнем уровне располагается коллекция предметов дизайна XX века, как фабричных, так и уникальных. Искусство стилей ар-нуво и ар-деко можно увидеть на примере произведений Эмиля Галле, Анри ван де Велде или Цезаря Кляйна. Коллекция включает в себя не менее известные и влиятельные произведения истории дизайна, такие как мебель Бруно Поля, Людвига Мис ван дер Роэ и Марселя Брейера или посуда Вильгельма Вагенфельда.
Обширный раздел костюмов и аксессуаров XVIII—XX веков также продемонстрирован посетителям в недавно разработанной экспозиции Галереи моды.